# جلال‌آباد (رابر)
جلال‌آباد روستایی در دهستان هنزا بخش هنزا شهرستان رابر استان کرمان ایران است.

## جمعیت
بر پایه سرشماری عمومی نفوس و مسکن در سال ۱۳۹۵ جمعیت این مکان ۱۱ نفر (۶خانوار) بوده‌است.